# Lepidosira purpurea
Lepidosira purpurea är en urinsektsart. Lepidosira purpurea ingår i släktet Lepidosira och familjen brokhoppstjärtar.

## Underarter
Arten delas in i följande underarter:
- L. p. purpurea
- L. p. reducta